# Dokudowo (obwód smoleński)
Dokudowo (ros. Докудово) – wieś (dieriewnia) w Rosji, w obwodzie smoleńskim, w rejonie poczinkowskim. W 2010 liczyła 23 mieszkańców.